# Chaerephon bemmeleni
Chaerephon bemmeleni (Jentink, 1879) è un Pipistrello della famiglia dei Molossidi diffuso nell'Africa subsahariana.

## Descrizione

### Dimensioni
Pipistrello di piccole dimensioni, con la lunghezza totale tra 94 e 110 mm, la lunghezza dell'avambraccio tra 41 e 48 mm, la lunghezza della coda tra 34 e 40 mm, la lunghezza del piede tra 9 e 13 mm, la lunghezza delle orecchie tra 14 e 20 mm e un peso fino a 14 g.

### Aspetto
La pelliccia è corta. Le parti dorsali sono marroni scure leggermente brizzolate, mentre le parti ventrali sono marroni chiare con le punte biancastre o grigiastre e i fianchi più scuri. Il labbro superiore ha 6-8 pieghe ben distinte e ricoperto di corte setole. Le orecchie sono bruno-nerastre, molto larghe, squadrate e unite anteriormente da una membrana a forma di V. Il trago è piccolo e coperto da un grande antitrago. Le membrane alari sono grigie chiare. Entrambi i sessi hanno due aperture ghiandolari ventrali a forma di sacca su ogni lato della base della coda, la quale è lunga, tozza e si estende per più della metà oltre l'uropatagio. La sottospecie C.b.cistura è più grande. Il cariotipo è 2n=48 FNa=54.

## Biologia

### Alimentazione
Si nutre di insetti.

## Distribuzione e habitat
Questa specie è diffusa nell'Africa occidentale dalla Guinea al Camerun e nell'Africa centrale e orientale dalla Repubblica Democratica del Congo orientale al Kenya sud-occidentale.
Vive nelle foreste pluviali di pianura, foreste semi-decidue, praterie montane e savane miste a foreste fino a 1.600 metri di altitudine.

## Tassonomia
Sono state riconosciute 2 sottospecie:
- C.b.bemmeleni: Guinea, Sierra Leone settentrionale, Liberia orientale, Costa d'Avorio occidentale, Camerun occidentale;
- C.b.cistura (Thomas, 1903): Repubblica Democratica del Congo orientale, Sudan del Sud, Kenya sud-occidentale, Tanzania settentrionale.

## Conservazione
La IUCN Red List, considerato il vasto areale, la popolazione presumibilmente numerosa e la presenza in diverse aree protette, classifica C.bemmeleni come specie a rischio minimo (Least Concern)).